# Negen lyrische dichters

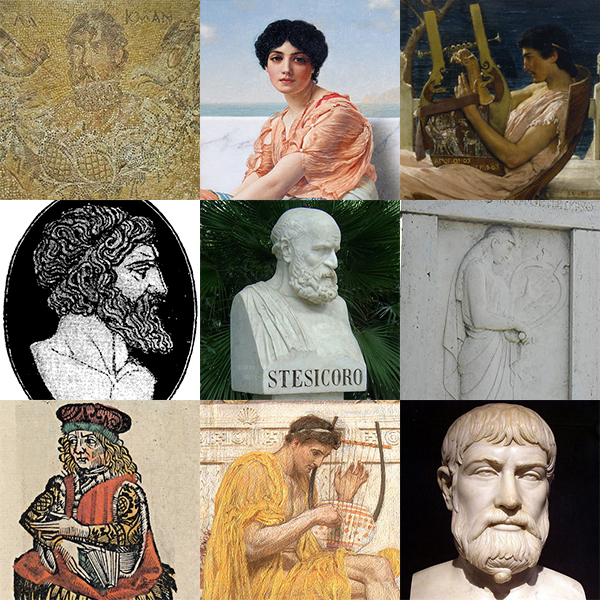
De negen lyrische dichters

De negen lyrische dichters (ook wel: negen melische dichters) vormden in het Hellenistische Alexandrië een canon van lyrische dichters uit de archaïsche periode van de Griekse geschiedenis.
De negen waren:
- Alcman (choraal lyrisch dichter, zevende eeuw v.Chr)
- Sappho (lyrisch dichter, rond 600 v.Chr)
- Alcaeus  (lyrisch dichter, c. 600 v.Chr)
- Anacreon (lyrisch dichter, zesde eeuw v.Chr)
- Stesichorus  (choraal lyrisch dichter, zesde eeuw v.Chr)
- Ibycus  (choraal lyrisch dichter, zesde eeuw v.Chr)
- Simonides  (choraal lyrisch dichter, zesde eeuw v.Chr)
- Pindarus  (choraal lyrisch dichter, vijfde eeuw v.Chr)
- Bacchylides  (choraal lyrisch dichter, vijfde eeuw v.Chr)